# Narcissus tazetta subsp. canariensis
Narcissus tazetta subsp. canariensis es una subespecie de planta bulbosa de la familia de las amarilidáceas.

## Descripción
Es una planta bulbosa con las flores con pétalos de color  blanco. Las pequeñas flores con pétalos puntiagudos. Se encuentran en las Islas Canarias.